# Aurières
Aurières ist eine französische Gemeinde mit 379 Einwohnern (Stand 1. Januar 2022) im Département Puy-de-Dôme in der Region Auvergne-Rhône-Alpes (vor 2016 Auvergne). Aurières gehört zum Arrondissement Issoire und zum Kanton Orcines (bis 2015 Rochefort-Montagne). Die Einwohner werden Aurièrerois genannt.

## Geographie
Aurières liegt etwa 18 Kilometer südwestlich von Clermont-Ferrand. An der westlichen Gemeindegrenze verläuft das Flüsschen Gorce, der Zufluss Gigeole durchquert das Gebiet. Umgeben wird Aurières von den Nachbargemeinden Nébouzat im Norden, Aydat im Osten und Südosten, Saulzet-le-Froid im Süden, Vernines im Südwesten sowie Saint-Bonnet-près-Orcival im Nordwesten.

## Bevölkerung
| Jahr                       | 1962 | 1968 | 1975 | 1982 | 1990 | 1999 | 2006 | 2013 |
| Einwohner                  | 265  | 264  | 249  | 237  | 201  | 208  | 295  | 323  |
| Quellen: Cassini und INSEE |      |      |      |      |      |      |      |      |

## Sehenswürdigkeiten
- Kirche